# サンサ星
サンサ星（サンサせい）は、テレビアニメ『装甲騎兵ボトムズ』の第三部となるアストラギウス銀河の不可侵宙域に属する架空の惑星。

## 概要
バララント同盟に属する惑星で、第三次銀河大戦（百年戦争）末期においては、ギルガメスとバララントの主戦場であった。
かつては普通の惑星だったが、バララントの補給基地として活用され、戦略上無視されないものとして、ギルガメス側の徹底的な攻撃を受け、地表の植物層が焼き尽くされてしまった。
アストラギウス暦7207年に第二次サンサ星の戦いでは、ギルガメス軍の攻撃によって地表は焦土となり、人々は空気を満たしたドーム型都市でないと生存が困難となった。なお、この時には幼少時のキリコ・キュービィーも襲撃を受けている。
テレビシリーズから約30年後の時代が舞台の『装甲騎兵ボトムズ 幻影篇』では、僅かではあるが環境が回復。気密ドームや酸素マスクが無くても外に出られるようになり、赤い空も本来の青さを取り戻しつつあった。それでも地表の大半は砂嵐吹き荒れる砂漠で覆われている。

## レッドショルダーの爪痕
7212年末に始まった第三次サンサ攻略戦では、翌年2月より投入されたメルキア戦略機甲兵団特殊任務班X-1レッドショルダーが活躍、激戦区であるゴハ高原と首都ペレポードでの勝利に貢献した。一方、同隊の容赦ない攻撃は大勢の民間人の犠牲者を生み「惑星一つを滅ぼした」とまで称された。もっとも惑星の大気組成が呼吸困難になるほど破壊されたのは、150名に充たない同隊の仕業ではなく衛星軌道上からのミサイル攻撃によるものであった。これらの事実はレッドショルダーへの嫌悪感と批判を呼び、同隊が解散する原因の一つとなった。戦争が終わっても惑星全体の環境破壊は深刻であり、住民の多くは星を捨てるか、または「鉄屑屋」こと再生武器商人として生きる他なくなってしまった。
地表の殆どが赤い砂で覆われ、戦略的価値が低下したこともあってか、百年戦争末期にはギルガメス・バララント両軍で、サンサを含む宙域を「不可侵宙域」、中立の緩衝地帯に指定した。ここに武装兵力が侵入、または戦闘行為を行うことは、休戦条約を破る重大な違反行為と見なされた。
不可侵宙域化し両軍が撤退したサンサには、バララント側の補給基地だったこともあって放棄されたままの物資が眠っており、希少物質であるヂヂリウムの残された基地も確認されている。また、惑星上に不時着した宇宙戦艦も、搭載された機材や構造材を解体して転売する資源となっている。

## 再生武器商人
死の星と化したサンサでは、戦場に遺棄された兵器の残骸や、それを改修して売りつけ生計を立てる「再生武器商人」と呼ばれる人々が細々と生きている。闇商人の間では「鉄屑屋」と呼ばれ、軍上層部の高官などからは、ハイエナのようなスカベンジャーに例え「鉄屑泥棒」などという蔑称で呼ばれた。
しかし、こういったまともではない方法で生計を立てている彼らの多くは、もともとごく平凡なサンサの住民であった。彼らの生活基盤を破壊し、家族や知人達の命を奪ったレッドショルダーに対する憎しみは非常に深く、武器商人の女ボスであるゾフィー・ファダスは、執拗に元レッドショルダーのキリコをつけ狙った。

## その他
TVシリーズではクメン編の最後にキリコ達が宇宙に逃げ延びた後、無人の謎の戦艦Xに収容されるところからサンサ編が始まる。戦艦Xを中心にキリコ達が乗るスコープドッグIIとシリーズ初出のバララント軍の間で宇宙戦が展開されるところが前半の見所である。また後半はキリコがバララントATファッティーを操ったりイプシロンとの決着がつけられる所が見所である。
戦艦Xについては内部で流されていたいわゆるレッドショルダーのテーマが、シリーズ最終話のワイズマンの間で流れることにより、ワイズマンの手配だったことが分かる。しかしワイズマンの目であるロッチナもワイズマンの手足である秘密結社も戦艦Xの正体をしらず、誰がワイズマンの代わりに、どのように準備したかは結局謎のままだった。
TVシリーズ第36話最後のモノローグでは、ゾフィーの家族がレッドショルダーに殺された頃、キリコは惑星サンサに居なかったことになっていた。しかしOVA『野望のルーツ』では第三次サンサ攻略戦への参加が描かれ、少なくともサンサの空が青かった頃、リーマンとの戦いで負傷するまではサンサにいたことが確認できる。
サンサでキリコはパーフェクトソルジャーのイプシロンと最後の決闘を行い、戦いはキリコの勝利に終わった。
そして、7214年の不可侵宙域で7月に行われた戦闘行動が、第四次銀河大戦を呼ぶ事ともなった。